# Перу (Іллінойс)
Перу (англ. Peru) — місто (англ. city) в США, в окрузі Ла-Салл штату Іллінойс. Населення — 9896 осіб (2020).

## Географія
Перу розташований за координатами 41°20′50″ пн. ш. 89°8′1″ зх. д. / 41.34722° пн. ш. 89.13361° зх. д. (41.347257, -89.133564).  За даними Бюро перепису населення США в 2010 році місто мало площу 23,50 км², з яких 23,22 км² — суходіл та 0,28 км² — водойми. В 2017 році площа становила 24,78 км², з яких 24,48 км² — суходіл та 0,30 км² — водойми.

## Демографія
Згідно з переписом 2010 року, у місті мешкало 10 295 осіб у 4479 домогосподарствах у складі 2677 родин. Густота населення становила 438 осіб/км².  Було 4807 помешкань (205/км²).
Расовий склад населення:
| - 93,9 % — білих - 1,6 % — азіатів - 0,7 % — чорних або афроамериканців - 0,3 % — корінних американців - 2,2 % — осіб інших рас |

До двох чи більше рас належало 1,4 %. Частка іспаномовних становила 6,1 % від усіх жителів.
За віковим діапазоном населення розподілялося таким чином: 20,8 % — особи молодші 18 років, 57,3 % — особи у віці 18—64 років, 21,9 % — особи у віці 65 років та старші. Медіана віку мешканця становила 44,3 року. На 100 осіб жіночої статі у місті припадало 90,8 чоловіків;  на 100 жінок у віці від 18 років та старших — 86,9 чоловіків також старших 18 років.
Середній дохід на одне домашнє господарство  становив 59 492 долари США (медіана — 46 126), а середній дохід на одну сім'ю — 76 470 доларів (медіана — 65 397). Медіана доходів становила 45 693 долари для чоловіків та 32 935 доларів для жінок. За межею бідності перебувало 8,9 % осіб, у тому числі 11,7 % дітей у віці до 18 років та 2,5 % осіб у віці 65 років та старших.
Цивільне працевлаштоване населення становило 4656 осіб. Основні галузі зайнятості: освіта, охорона здоров'я та соціальна допомога — 24,8 %, виробництво — 15,9 %, роздрібна торгівля — 13,1 %, мистецтво, розваги та відпочинок — 11,6 %.